# Manuel Ramos Otero
Manuel Ramos Otero (20 juillet 1948, Manatí, Porto Rico - 7 octobre 1990, San Juan, Porto Rico) est un écrivain portoricain.

## Biographie
Il passe son enfance dans sa ville natale, avant que sa famille n'emménage à San Juan quand il a sept ans. Il y fait des études et obtient une licence en sciences sociales, puis un master de littérature à l'université de New York. Il travaille à New York et dans le New Jersey comme enquêteur social puis comme professeur. Il crée une petite maison d'édition, El Libro Viaje (Le Livre voyage).
Il se fait connaître comme auteur gay avec son recueil de nouvelles Concierto de metal para un recuerdo y otras orgías de soledad (Concerto de métal pour un souvenir et autres orgies de solitude). Il a aussi publié le recueil de poèmes Invitación al polvo (Invitation à la branlette). Une de ses nouvelles tourne autour de la vie d'une tenancière de maison close.
Il meurt à San Juan des suites du SIDA.

## Œuvres

### Essais
- « De la colonización a la culonización » Cupey 8, no. 1-2 (1991), p. 63-79.
- « La ética de la marginación en la poesía de Luis Cernuda » Cupey 5, no. 1-2 (1988), p. 16-29.
- « Ficción e historia: Texto y pretexto de la autobiografía » El mundo (Puerto Rico Ilustrado) [San Juan, P.R.] 14 octobre 1990, p. 20-23.

### Récits
- Concierto de metal para un recuerdo y otras orgías de soledad, San Juan: Editorial Cultural, 1971.
- El cuento de la Mujer del Mar, Río Piedras: Ediciones Huracán, 1979.
- Cuentos de buena tinta, San Juan: Instituto de Cultura Puertorriqueña, 1992.
- La novelabingo, New York: Editorial El Libro Viaje, 1976.
- Página en blanco y staccato, 2e éd. Madrid: Editorial Playor, 1988 [1987].

### Poésie
- Invitación al polvo, Madrid: Editorial Plaza Mayor, 1991.
- El libro de la muerte, Río Piedras: Editorial Cultural; Maplewood, N.J.: Waterfront Press, 1985.